# Тумер (Моркинский район)
Тумер — деревня в Моркинском районе Республики Марий Эл. Входит в состав Семисолинского сельского поселения.

## География
Находится в юго-восточной части республики Марий Эл на расстоянии приблизительно 12 км по прямой на север от районного центра посёлка Морки.

## История
Образована в 1920-х годах выходцами из деревни Ядыксола. В 1949 году жили в 20 дворах 85 человек. Во второй половине 1970-х годов в связи с отсутствием работы население переселяется в посёлок Морки и деревню Семисола. В 2004 году в деревне находилось 8 домов, из них 3 — жилых. В советское время работали колхозы «Тумер», «Ленин корно» и совхоз «Моркинский».

## Население
Население составляло 6 человек (мари 100 %) в 2002 году, 3 в 2010.